# Parc national de l'île de Pantelleria
Le parc national de l'île de Pantelleria est un parc national italien protégeant la faune, la flore et les paysages de l'île de Pantelleria, au large de la Sicile. Il a été créé en 2016 et couvre une superficie de 66,4 km², soit 80 % de l’île. Il est le seul parc national de la région Sicile.

## Histoire
La loi n° 222/2007 prévoyait la création de 4 parcs nationaux en Sicile.
Les parcs nationaux projetés étaient : le parc des îles Egades et de la côte de Trapani, le parc des îles Eoliennes, le parc de l’île de Pantelleria et le parc Iblei.
Le Conseil des ministres du 20 juin 2016, après avoir reçu l’avis conforme du conseil régional de la région Sicile, a approuvé la création du parc national de l’île de Pantelleria et a été publié sur la Gazzetta ufficiale le 7 octobre 2016,.

## Faune
La faune est assez variée, compte tenu de l’extension de l’île, et possède des espèces européennes mais aussi nord-africaines compte tenu de la proximité du continent africain. Parmi les oiseaux, on peut citer la paruline, ainsi que plusieurs espèces d’oiseaux migrateurs qui s’y arrêtent pendant la migration. Parmi les reptiles, notons le serpent fer à cheval (Hemorrhois hippocrepis nigrescens).
Typique de l'île est l’âne de Pantelleria, une race d’âne originaire de l’île, très répandue jusqu’à il y a quelques décennies, mais maintenant presque totalement éteinte.

## Flore
La flore, caractérisée par le maquis méditerranéen, se compose d’euphorbes, de genévriers et de myrtes. À l’intérieur des terres et à des altitudes plus élevées, il y a du chêne vert, de la bruyère, des arbousiers et des pins maritimes. Sur les falaises arides poussent clairsemés quelques lentisques et des genêts.

## Galerie

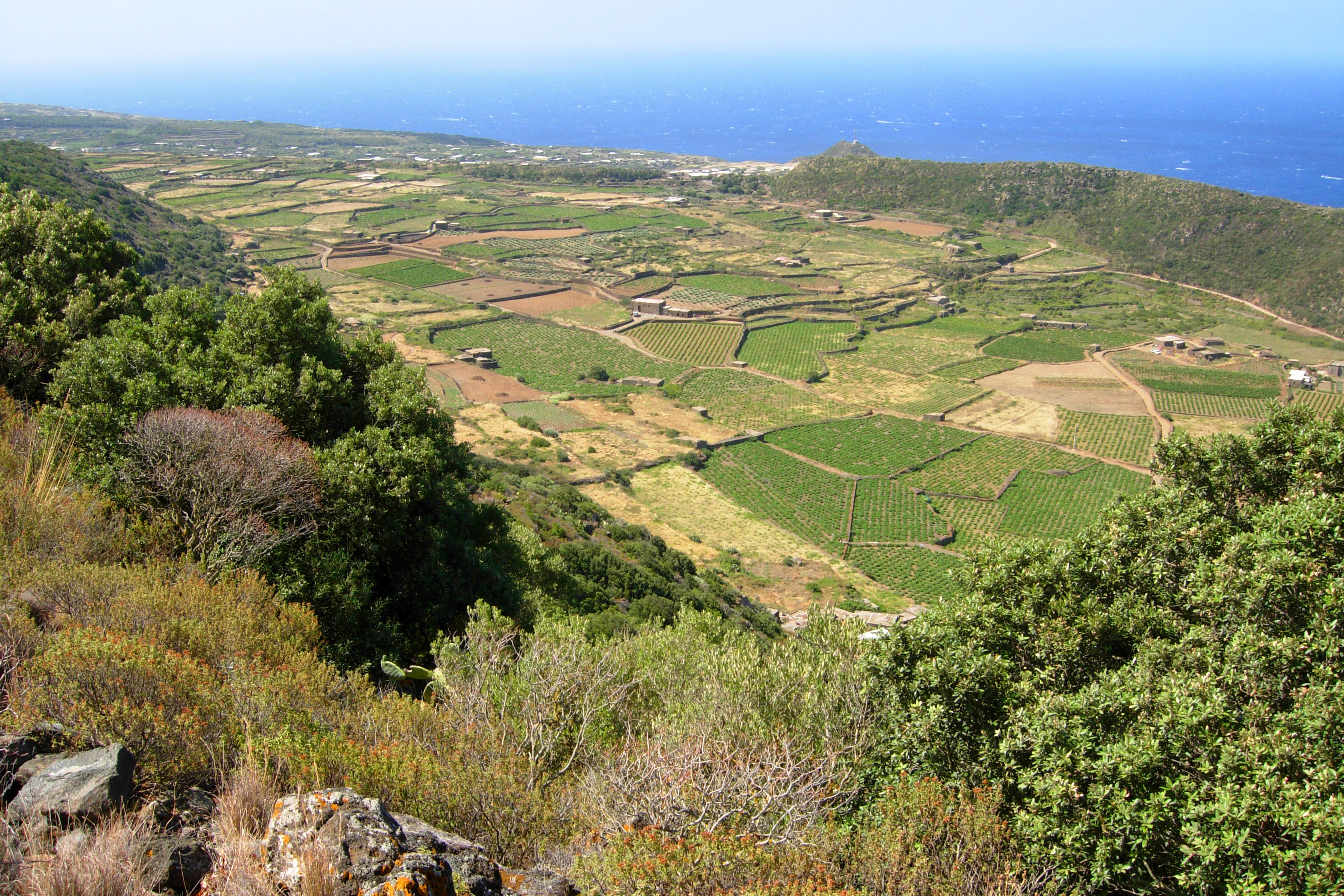
Vignobles
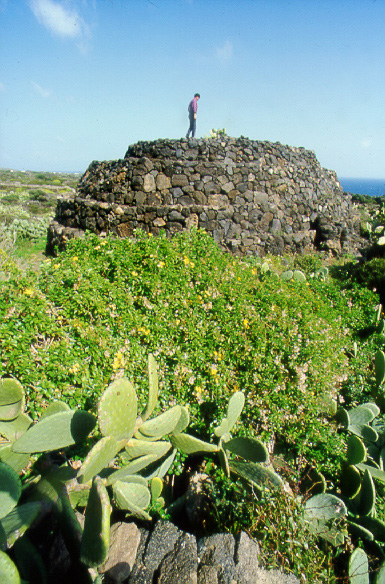
Site archéologique de Sese del Re
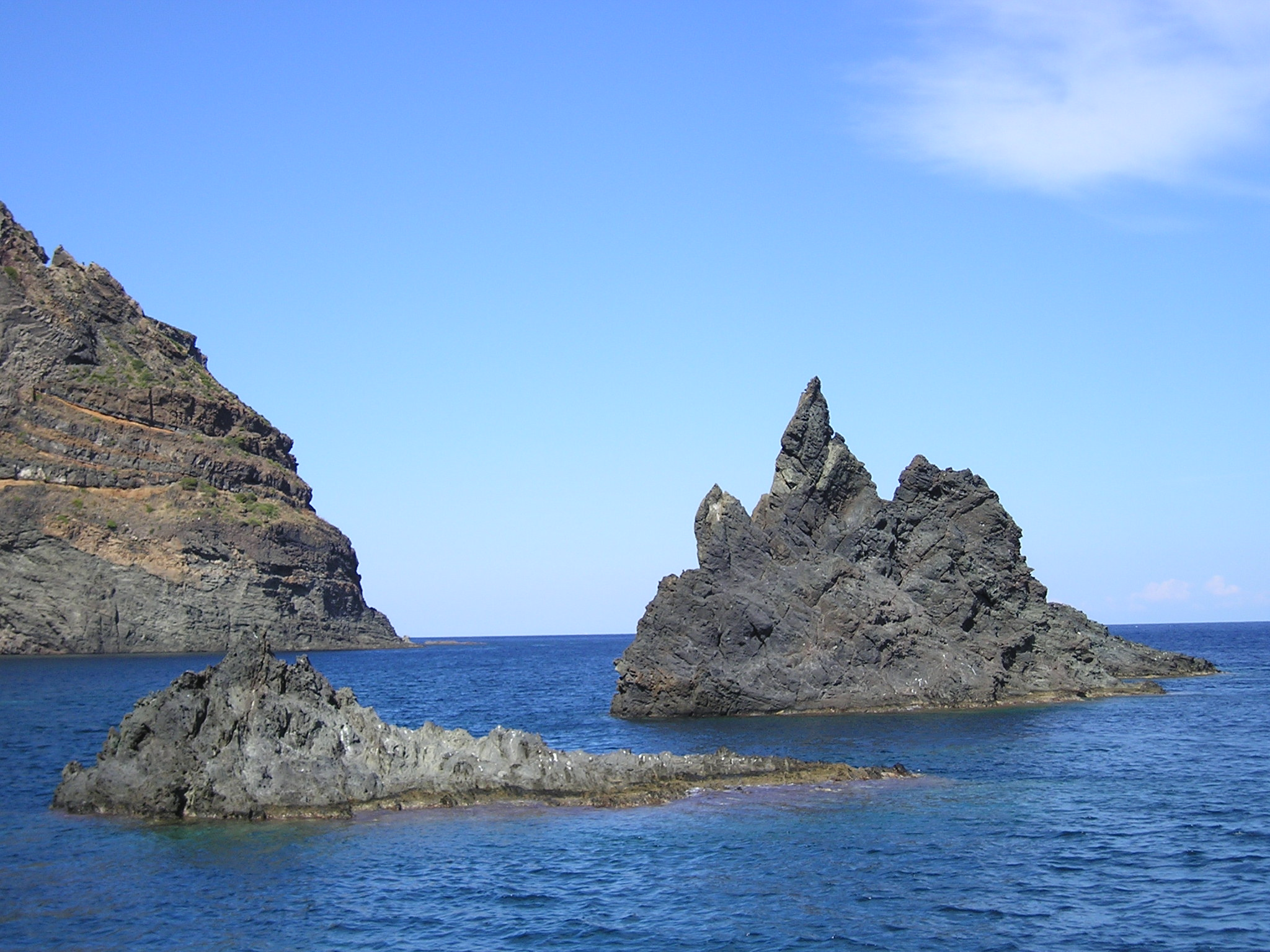
Scogli del Formaggio
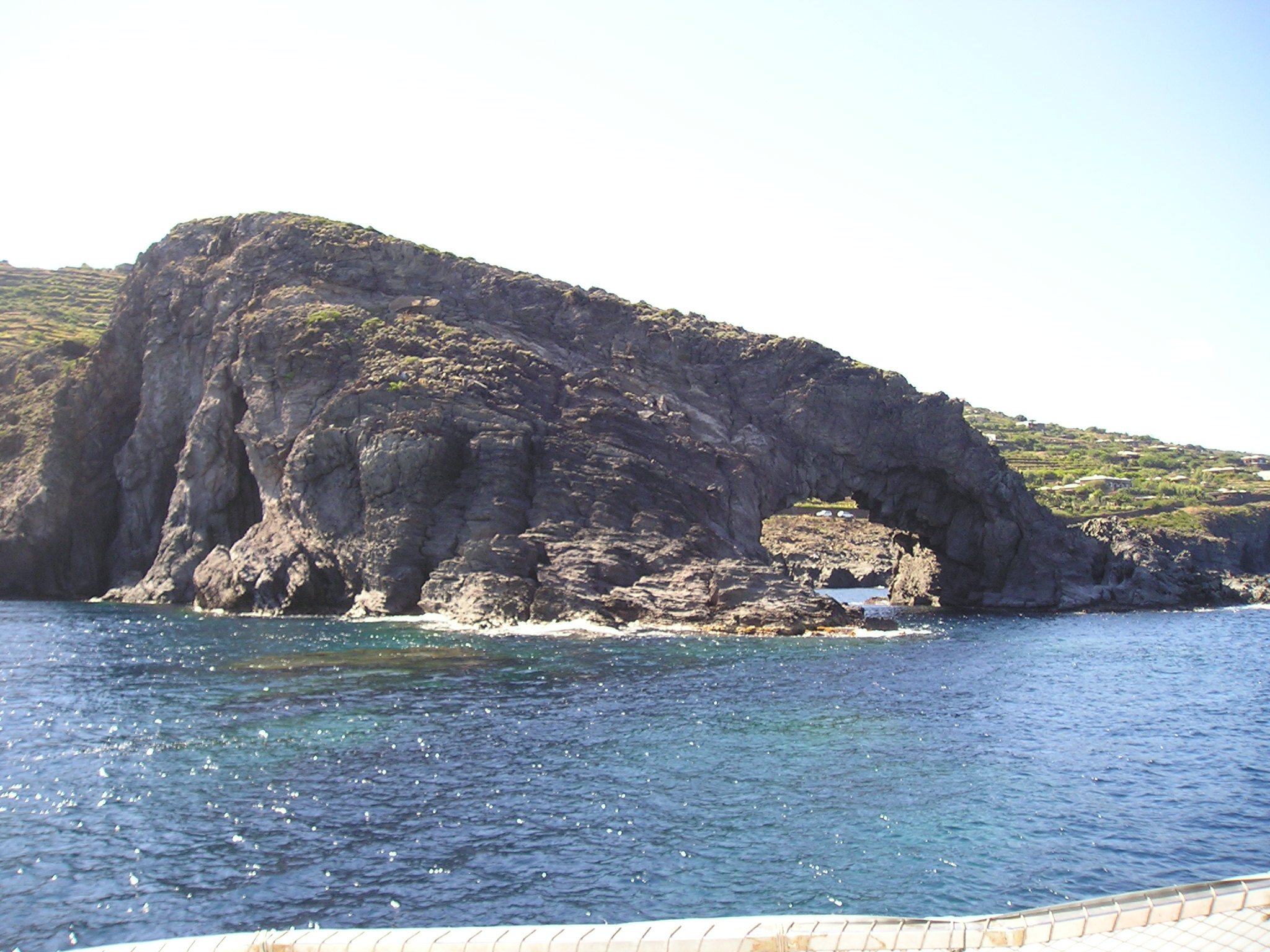
Arco dell'elefante
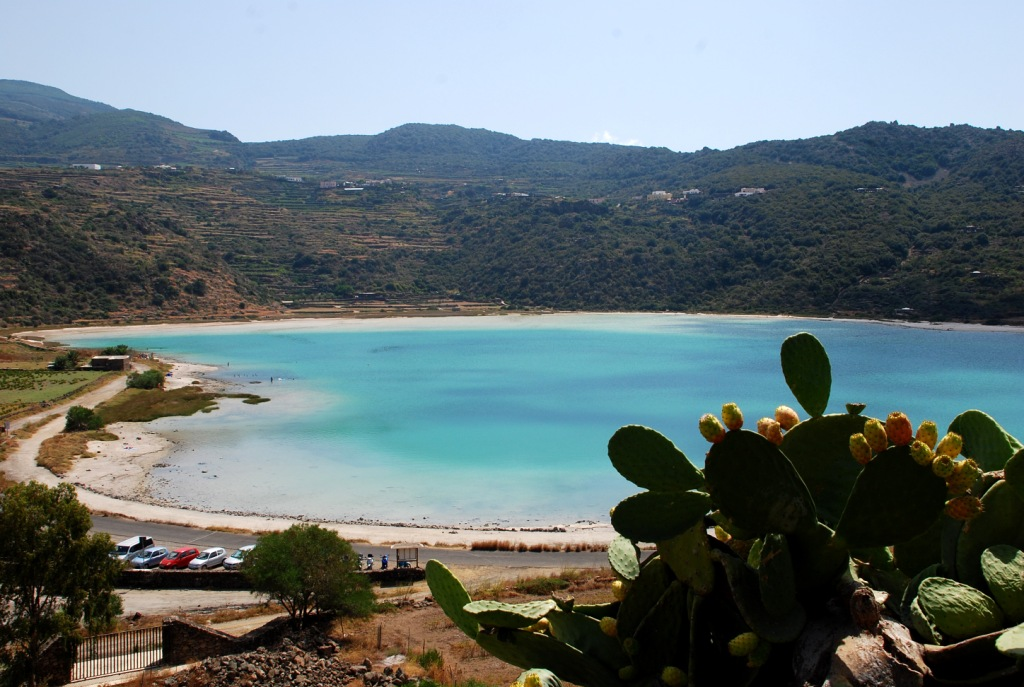